# Papiros mágicos griegos
Los Papiros mágicos griegos (comúnmente abreviado como PGM, del título en latín Papyri Graecae Magicae; papyri es plural de papyrus) es un término colectivo para una colección de textos, escritos la mayoría en griego antiguo (pero también en copto, egipcio demótico, etc.), hallados en los desiertos de Egipto, que arrojan luz de algún modo sobre el sincretismo mágico-religioso del Egipto grecorromano y su área circundante.

## Los Papiros
La mayoría de los papiros datan desde el siglo I a. C. al siglo IV como punto álgido, hasta llegar al siglo VII, siendo representado este último lapso temporal por un material escaso y de valor insignificante.
La recopilación que conforma estos papiros fue recogida primero a principios del siglo XX por el erudito alemán Karl Preisendanz, y publicada por él en dos volúmenes en 1928 y 1931. Un tercer volumen proyectado (conteniendo nuevos textos e índices) fue destruido durante el bombardeo de Leipzig en la Segunda Guerra Mundial.
Los nuevos textos fueron incorporados en la edición de 1974 del volumen II (publicada después de la muerte de Preisendanz), pero los índices solamente fueron difundidos entre eruditos en unas pocas copias xerografiadas de las pruebas de composición. (Actualmente los índices están anticuados desde que los PGM pueden ser hallados en la base de datos del Thesaurus Linguae Graecae, y desde que fueran publicadas varias concordancias y diccionarios).

## Magia en el Egipto grecorromano
Muchos de estos pedazos de papiro son páginas o extractos fragmentarios de lo que podemos llamar libros de hechizos, depósitos de conocimiento arcano y secretos místicos. En la medida de lo que podemos reconstruir, estos libros se clasifican en dos grandes categorías: algunos son compilaciones de hechizos y escritura mágicas, recopilados por eruditos coleccionistas, ya sea por interés académico o por alguna clase de estudio sobre magia; los otros pueden haber sido los manuales de trabajo de magos ambulantes, conteniendo su repertorio de conjuros, fórmulas para todas las ocasiones. A menudo eran usuarios de magia con una baja formación pudiendo ser considerados mejor como personas dedicadas al entretenimiento y el espectáculo, a diferencia de los magos tradicionales egipcios, que tuvieron una elevada formación y respetaron a la élite sacerdotal. Las páginas contienen hechizos, recetas, fórmulas y oraciones, intercalado con palabras mágicas y a menudo en taquigrafía, con abreviaturas para las fórmulas más comunes. Estos hechizos se extienden desde las convocaciones impresionantes y místicas de dioses oscuros y demonios, a remedios populares e incluso trucos de salón; de portentosas maldiciones mortales, a encantamientos de amor, curas para la impotencia y dolencias médicas menores.
En muchos casos las formulaciones de palabras y frases son sorprendentemente similares a aquellas encontradas en defixiones (tablillas de maldición o hechizos vinculantes, κατάδεσμοι en griego), como aquellas que encontramos inscritas sobre ostraka, amuletos y pastillas de plomo.
Dado que algunas de estas defixiones datan desde tan temprano como el siglo VI a. C., y han sido encontradas en lugares tan alejados como Atenas, Asia Menor, Roma y Sicilia (así como Egipto), esto proporciona un grado de continuidad y sugiere que algunas observaciones basadas en los PGM no serán del todo inaplicables a la investigación del más amplio mundo grecorromano.

## Religión en el Egipto grecorromano
La religión de los Papiros mágicos griegos es un elaborado sincretismo de influencias religiosas griegas, egipcias, judías e incluso babilónicas y cristianas, engendradas por el entorno único del Egipto grecorromano. Vemos este sincretismo en los papiros de muchas maneras. Con frecuencia, a las deidades olímpicas se le dan atributos de sus homólogos egipcios; alternativamente podemos ver esto en deidades egipcias siendo referidas por sus nombres griegos. Por ejemplo, a Afrodita (que era asociada con la egipcia Hathor) le es dado el nombre apotropaico egipcio Neferieris (del antiguo idioma egipcio Nfr-iry.t, que significa «la de hermosos ojos»).
Dentro de esta cacofonía de influencias culturales todavía podemos ver material de la Grecia clásica, y tal vez incluso identificar aspectos de la más accesible "religión popular" que aquellos conservados en los principales textos literarios. A veces vemos los dioses griegos bajo una nueva luz, aparecen como deidades demoníacas, bestiales, mucho más ctónicas que olímpicas, y parte de una tradición más oscura, disconforme, a la cual no estamos acostumbrados. Sin duda esto es en parte debido a la influencia de la religión egipcia, en la cual el culto de la bestia y el terror de lo divino eran elementos familiares, e igualmente vemos que el contexto de los textos mágicos hace apropiadas a tales siniestras deidades.